# Александрова, Юлия Васильевна
Юлия Васильевна Александрова (18 ноября 1934, Орёл — 3 июня 2019, Владимир) — российская поэтесса, переводчик,  литературный критик, учёный в области химических технологий, кандидат химических наук, изобретатель.

## Биография
Родилась 18 ноября 1934 г. в Орле.  Окончила Московский химико-технологический институт им. Д. И. Менделеева (1957).
Работала инженером на Владимирском химическом заводе, научным сотрудником Всесоюзного научно-исследовательского института синтетических смол (ВНИИСС) во Владимире.
Кандидат химических наук (1969). Автор 14 авторских свидетельств и более 70 научных публикаций по проблемам полимерных материалов.
Поэтесса, автор поэтических книг: «Пятое измерение», «Дорога на распутье», «Отблески огня», «Свет и тень», «На качелях», «Дыханье дня», «Незримая нить», «Стихи разных лет».
Вышли книги её переводов современной немецкой поэзии: «Голоса Франконии», «Лето в Винтерштайне», «Стихи из страны чудаков».
Литературные рецензии на произведения Ю. Александровой публиковались в журнале «Литературное обозрение» и в местной периодической печати. На её стихи композитором Сергеем Зубковским написана песня «Новогодний вальс».
Член Союза писателей России с 1995 г. Лауреат премии в области культуры, искусства и литературы администрации Владимирской области (2006) за книгу стихов «Незримая нить».
Основные темы лирики — жизнь человеческого духа в сложном современном мире, её неразрывная связь с природой.
Скончалась во Владимире 3 июня 2019 г. после тяжёлой продолжительной болезни.